# St. Christophorus (Basel)

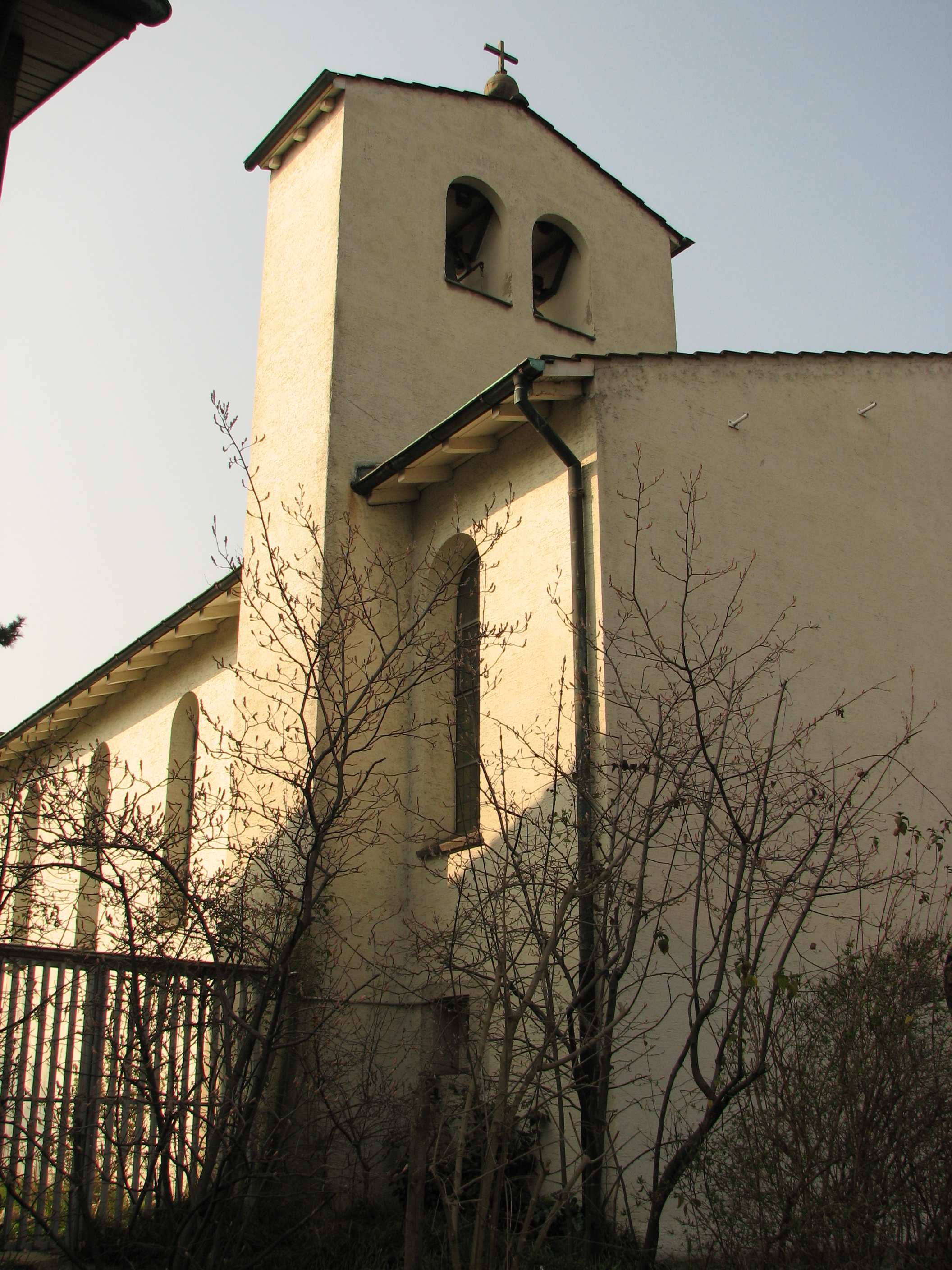
Römisch-katholische Kirche St. Christophorus in Basel

St. Christophorus ist eine römisch-katholische Kirche in der Schweizer Stadt Basel. Sie befindet sich im heutigen Stadtteil Kleinhüningen und bildet einen Teil der röm.-kath. Pfarrei St. Clara.

## Vorgeschichte
Durch die Eingemeindung Kleinhüningens in die Stadt Basel und die damit verbundene Industrialisierung sowie den Bau der Hafenanlage wurde neben der evangelisch-reformierten Pfarrkirche auch der Bau einer katholischen Kirche notwendig. 1935 wurde der Grundstein für die Christophoruskirche gelegt, und 1936 wurde sie eingeweiht. Die alte Kirche wurde 2018 abgerissen. 

## Chronik des Kirchenbaus und der Gemeinde
Der heilige Christophorus, dem die Kirche geweiht ist, ist mit einer barocken Statue auf einem Mosaik mit rund 9000 Steinchen und einem Glasfenster dargestellt. Der Innenraum wurde mehrfach umgebaut. Die Kirchengänger waren anfänglich grösstenteils Schiffsleute. Daher wurde ab 1948 ein niederländischer Schifferkaplan als Seelsorger eingesetzt. 1960 erhielt die Christophorusgemeinde durch ein bischöfliches Dekret eine eigene Pfarrei. 1974 wurde als Andenken ein grosser Anker aufgestellt. 1976 wurde eine Orgel installiert. Seit dem Jahr 2000 ergeben die Pfarreien St. Joseph im Matthäus-Quartier und St. Christophorus eine einzige Gemeinde.